# Mai Nakamura
Mai Nakamura (Japans: 中村真衣, Nakamura Mai) (Niigata, 16 juli 1979) is een Japans zwemster.
Ze ontwikkelde zich in de jaren negentig van de 20e eeuw langzaam maar zeker tot een van de toonaangevende zwemsters op de rugslag. Nakamura, een pupil van trainer Yoshiaki Takemura, verbeterde in 2001 het wereldrecord op de 100 meter rugslag.

## Internationale erelijst

### 1994
- Wereldkampioenschappen langebaan in Rome:
  - Achtste op de 200 meter rugslag (2.16,21)
  - Elfde op de 100 meter rugslag (1.03,87)

### 1995
- Pan Pacific Games in Atlanta:
  - Derde op de 100 meter rugslag (1.02,22)

### 1996
- Olympische Spelen in Atlanta:
  - Vierde op de 100 meter rugslag (1.02,33)
  - Achtste op de 200 meter rugslag (2.13,40)

### 1997
- Pan Pacific Games in Fukuoka:
  - Eerste op de 100 meter rugslag (1.01,13)
  - Eerste op de 200 meter rugslag (2.11,40)

### 1998
- Wereldkampioenschappen langebaan in Perth:
  - Tweede op de 100 meter rugslag (1.01,28)
  - Derde op de 200 meter rugslag (2.12,22)
  - Derde op de 4x100 meter wisselslag (4.06,27)
- Aziatische Spelen in Bangkok:
  - Tweede op de 100 meter rugslag (1.02,11)
  - Tweede op de 200 meter rugslag (2.14,79)

### 1999
- Wereldkampioenschappen kortebaan in Hongkong:
  - Eerste op de 100 meter rugslag (58,67)
  - Eerste op de 200 meter rugslag (2.06,49)
  - Tweede op de 50 meter rugslag (27,73)
  - Eerste op de 4x100 meter wisselslag
- Pan Pacific Games in Sydney:
  - Eerste op de 100 meter rugslag (1.01,51)
  - Derde op de 4x100 meter wisselslag (4.07,14)

### 2000
- Olympische Spelen in Sydney:
  - Tweede op de 100 meter rugslag (1.00,55)
  - Derde op de 4x100 meter wisselslag (4.04,16)

### 2001
- Wereldkampioenschappen langebaan in Fukuoka:
  - Vijfde op de 100 meter rugslag (1.01,80)
  - Elfde op de 50 meter rugslag (29,30)
  - Vijfde op de 4x100 meter wisselslag (4.06,44)

### 2003
- Wereldkampioenschappen langebaan in Barcelona:
  - Zevende op de 100 meter rugslag (1.01,51)
  - Elfde op de 50 meter rugslag (29,03)
  - Vijfde op de 4x100 meter wisselslag (4.06,25)

- Bibliotheek van het Japanse parlement: 001095735
- Virtual International Authority File: 252279509